# Magyarzsombor
Magyarzsombor (románul: Zimbor) falu, az azonos nevű falu központja Romániában, Szilágy megyében, Zimbor központja. A Kolozsvár-Zilah főútvonalon, az Almás vize mentén fekszik.

## Első említése
Írásos adatok 1332-1333-tól egyházas településként említik. 1839-ben Sombor, 1850-ben Magyar Nagy Sombor, 1857-ben Magyar Nagy Zsombor, 1873-ban Sombor (Magyar-Nagy-), 1880-ban Zsombor (Magyar- és Nagy), 1900-ban Magyarnagyzsombor, 1920-ban Jimborul mare és 1930-ban Zimboru-ként említik.

## Története
A honfoglalás kori település birtokosa sokáig a Zsombor nemzetség volt.
Magyar lakossága a reformáció óta református. A trianoni békeszerződésig Kolozs vármegye Hídalmási járásához tartozott.
1850-ben már többségében románok lakják (825 főből 575 fő román) és 1992-re 596 fős lakosságából már csupán 34 a magyar, akik többségében reformátusok.

## Látnivaló
- 15. században épült román stílusú templomát 1770-es évek elején átépítették.

Szentélyének tartópillérébe az 1759-ben elhunyt Szilágyi Jakab sírfeliratát vésték. Faragott szószéke Sipos Dávid munkája. Kőkockáin és 1759-ben készült kazettás mennyezetének megmaradt részein a Sombory család címere látható. Karzatát Umling Lőrinc festette a 18. század második felében. 1736-ból és 1742-ből származó ereklyéit a Sombory és a Valkai család ajándékozta az egyháznak.
Fazsindelyes haranglába 1771-ben készült. 18. század elejéről származó harangjai helyett - melyeket az első világháború alatt elvittek - 1929-ben öntöttek újakat.
- Eredetileg görögkatolikus, ma ortodox magas tornyú fazsindelyes temploma 1643-ban épült.
- Zsombory-kúria

## Ismert szülöttei
- Itt született 1906. augusztus 3-án Keleti Sándor magyar író, szerkesztő, közíró.
- Itt született 1907. július 31-én Keleti László képzőművész

## Külső hivatkozások
- https://web.archive.org/web/20100210180326/http://kalotaszeg.mlap.hu/